# Ред Булл (команда Формулы-1)
Oracle Red Bull Racing (red bull в переводе с англ. — «красный бык») — австрийская автогоночная команда, участвующая в чемпионате «Формулы-1». Обладатель кубка конструкторов в 2010, 2011, 2012, 2013, 2022, 2023 годах. Была основана руководителем концерна по производству энергетических напитков Red Bull — Дитрихом Матешицом. База команды расположена в Милтон-Кинс, Великобритания, но команда выступает под австрийской лицензией. Руководителем команды с 9 июля 2025 года является Лоран Мекис, бывший руководитель команды Racing Bulls.

## История

### Происхождение
Компания Ford Motor заявила о выходе принадлежащей ей команды Jaguar Racing из чемпионата Формулы-1 в сентябре 2004 года. Совет директоров американской компании утратил интерес к формульной программе под торговой маркой Jaguar, так как она практически не влияла на продажи компании в Соединённых Штатах. По словам члена совета директоров Ford, шеф-директора Jaguar Ричарда Пэрри-Джонса, тех денег, которые автопроизводитель тратил на формульную команду, не хватало для поддержания команды на конкурентоспособном уровне, и ввиду отсутствия хороших результатов в гонках Гран-при в Ford приняли решение закрыть команду и вкладывать деньги в увеличение объёмов продаж дорожных машин. Также Ford выставил на продажу компанию Cosworth, которая снабжала моторами в сезоне 2004 года команды Jaguar, Jordan и Minardi.
Red Bull, производитель энергетических напитков, подтвердил покупку Jaguar Racing в последний день подачи заявок на участие в сезоне-2005 — 15 ноября 2004 года. BBC Sport сообщила о том, что Ford продал команду за символический один доллар в обмен на обязательство инвестировать в команду 400 миллионов долларов в течение следующих трёх сезонов. Команда продолжила использование моторов Cosworth, сославшись на то, что слишком мало времени, чтобы искать другие варианты.

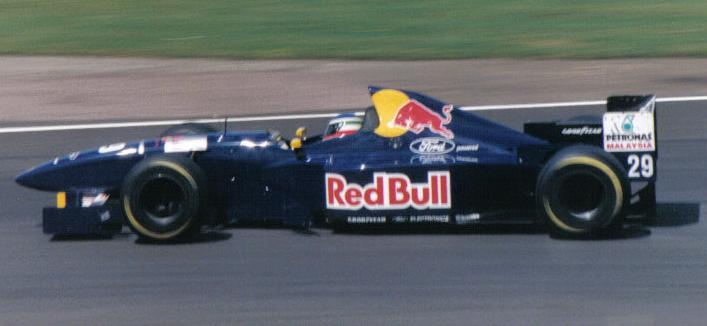
Первое участие Red Bull в Формуле-1 датируется годом, когда компания впервые спонсировала команду Sauber.

Red Bull Racing стала не первым появлением Red Bull в Формуле-1. Создание собственной команды означало окончание долгосрочного сотрудничества между Red Bull и Sauber. У производителя энергетических напитков также есть своя программа поддержки молодых пилотов — Red Bull Junior Team, посредством которой Red Bull спонсирует молодых гонщиков. Пилотами этой программы, которые получили поддержку, являются Энрике Бернольди, Кристиан Клин, Патрик Фризахер, Витантонио Льюцци, Скотт Спид, Себастьян Феттель, Себастьен Буэми и Хайме Альгерсуари. Red Bull также поддерживала Каруна Чандхока, Михаила Алёшина, Даниила Квята, Брендона Хартли, а в данный момент Александра Албона, Пьера Гасли, Серхио Переса, Макса Ферстаппена и Юки Цуноду.
Red Bull Racing одна из четырёх команд (наряду с Ferrari, McLaren и Williams), подписавших Договор согласия, который начал действовать с 2008 года и требует гарантию многолетнего участия в Формуле-1.

### 2005

Оригинальный логотип команды использовался с по, но до сих пор иногда используется на униформах и оборудовании

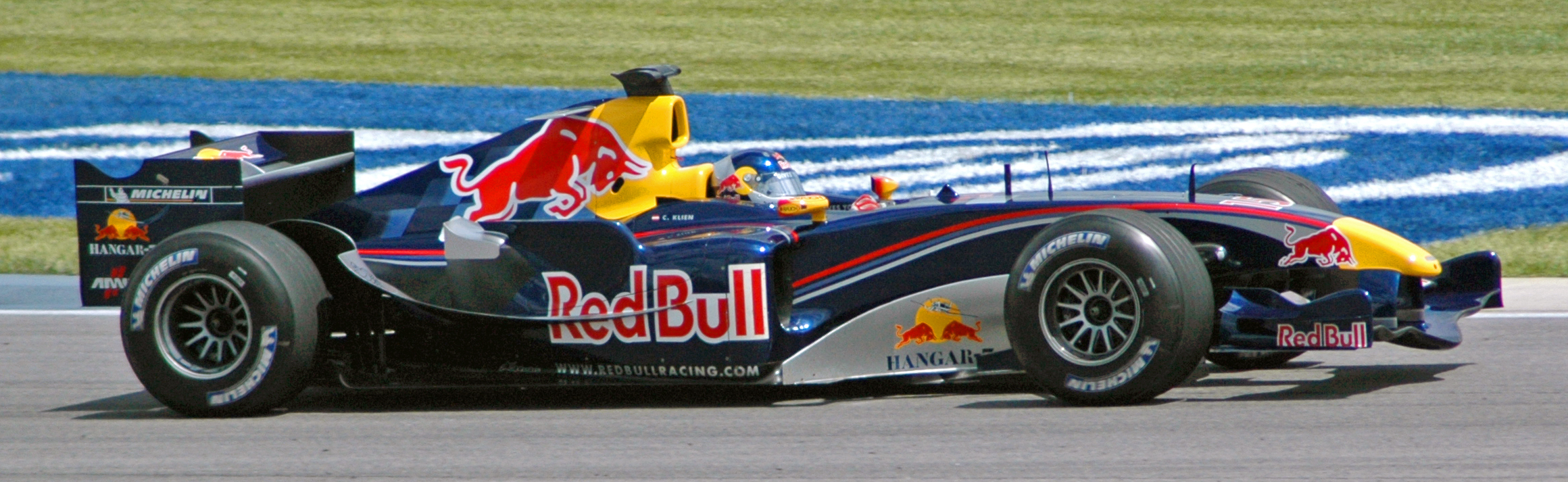
Кристиан Клин на квалификации перед Гран-при США 2005 года

Как сообщалось, владелец Red Bull Дитрих Матешиц хотел нанять бывшего пилота Формулы-1 и руководителя BMW Motorsport (а также соотечественника австрийца) Герхарда Бергера для помощи в управлении командой в дебютном сезоне. Но, в итоге, им не удалось добиться соглашения. В 2005 году шасси назвали Red Bull RB1. Red Bull Racing использовала моторы Cosworth, поскольку проще было использовать моторы предыдущей команды Jaguar Racing.
Бывший пилот McLaren Дэвид Култхард был главной надеждой команды. Култхард был выбран из-за опыта, который был необходим новой команде, кроме того, на предсезонных тестах Култхард, на незнакомой машине, заметно опережал молодых напарников. Второй болид Red Bull делили между собой два пилота программы поддержки: Кристиан Клин, который был гонщиком Jaguar в 2004 году и чемпион сезона 2004 Международной Формулы-3000 — Витантонио Льюцци. Поначалу сообщалось, что Клин и Льюцци будут заменять друг друга каждые четыре гонки, но Льюцци провёл лишь четыре Гран-при: Сан-Марино, Испании, Монако и Европы.
В первый год Red Bull добилась большего, чем их предшественники Jaguar Racing. Большую часть сезона они были на шестой позиции кубка конструкторов, но проиграли набравшей форму BAR в конце сезона. За свой единственный год команда набрала больше очков, чем Jaguar за сезоны 2003 и 2004. Култхард после плохих сезонов с McLaren в 2003 и 2004 годах стал откровением для команды, в то время как Клин показал значительный прогресс по сравнению с сезоном 2004 года. Вместе они набрали 34 очка: 24 — Култхард, 9 — Клин и одно — Льюцци. Команда Red Bull постоянно набирала очки и была претендентом на подиумы по ходу своего дебютного сезона.
Американский гонщик Скотт Спид оказался лучшим в американской программе Red Bull Driver Search, которая равносильна Red Bull Junior Team, и благодаря этому стал третьим пилотом Red Bull Racing в 2005 году в Канаде и США. Спид был привлекателен для Red Bull своим американским гражданством, которое должно было повысить уровень известности Red Bull и Формулы-1 в Америке, в стране, где этот гоночный чемпионат не вызывает особого интереса.

### 2006

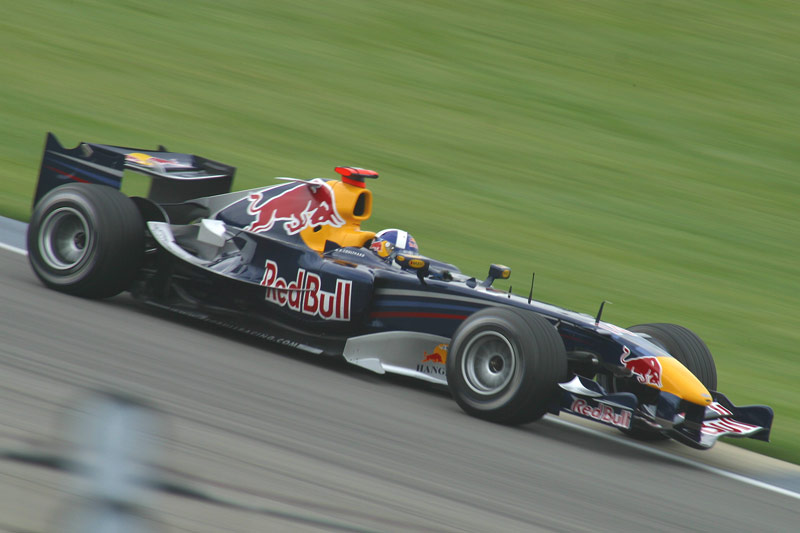
Култхард управляет болидом RB2 на Гран-при США 2005 года.

23 апреля 2005 года команда объявила о переходе на моторы Ferrari в 2006 году. Это совпало с изменением регламента, предусматривающего обязательное использование моторов V8, благодаря этому Red Bull Racing и Ferrari использовали похожую спецификацию двигателя. Но Red Bull Racing продолжила использование шин Michelin, в отличие от Ferrari, которая использовала Bridgestone.
8 ноября 2005 года Red Bull Racing наняла Эдриана Ньюи — технического директора McLaren, который конструировал чемпионские болиды Williams и McLaren.
15 декабря 2005 года впервые на трассе появился Red Bull RB2 — второй болид в истории команды. Дэвид Култхард провёл обкатку в британском Сильверстоуне, и признал, что «новая машина выглядит очень сексуально». На тестах в начале января Red Bull преследовали проблемы с системой охлаждения.

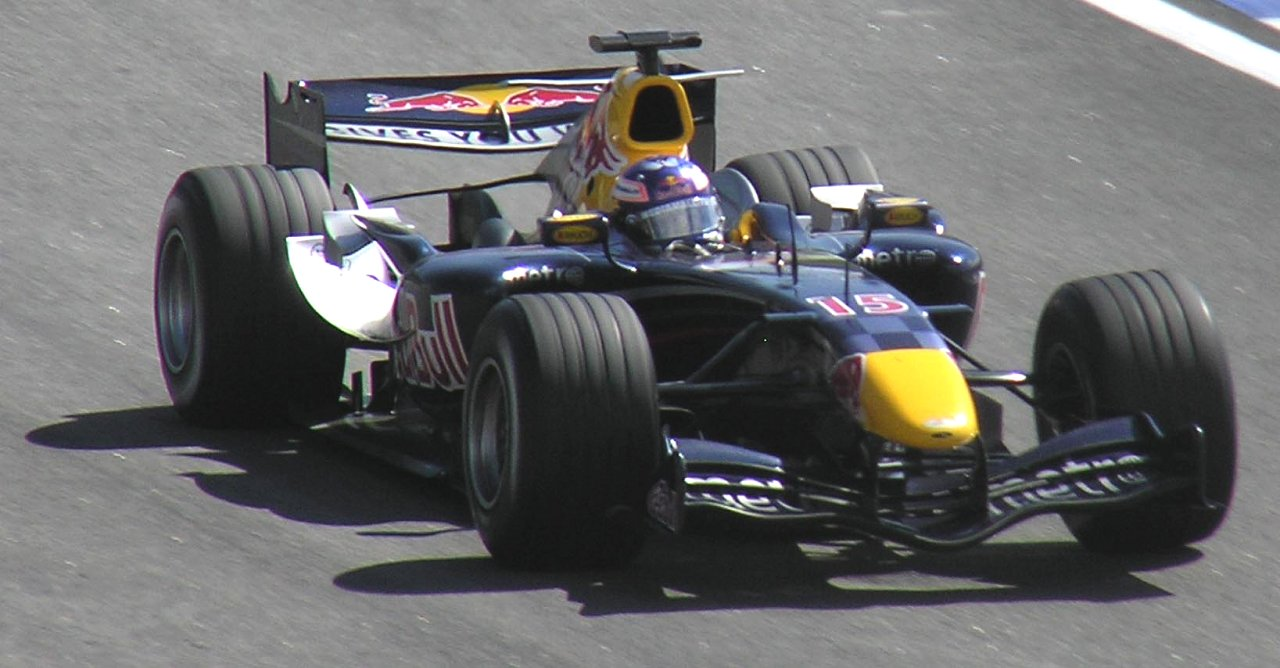
Роберт Дорнбос заменял Клина в оставшихся трёх гонках сезона-2006.

Перед первой гонкой сезона-2006 в Бахрейне Кристиан Клин квалифицировался восьмым (впереди Джанкарло Физикеллы из Renault и обоих болидов BMW) и финишировал на той же позиции. Стартовавший тринадцатым Култхард сражался колесо в колесо с Ником Хайдфельдом и при попытке вернуть позицию был выдавлен немцем за пределы трассы и финишировал десятым. Проблемы для британца продолжились из-за замены мотора Ferrari после гонки, которая стоила ему десяти мест на стартовом поле следующей гонки. В Малайзии Култхард стартовал девятнадцатым, отыграл несколько позиций, но сошёл на одиннадцатом круге гонки из-за проблем с гидравликой, в то время как Клин на первом круге задел болид Кими Райкконена. На Гран-при Австралии Култхард открыл счёт своим очкам, после того как Скотт Спид был оштрафован за обгон британца во время действия жёлтых флагов. Следующие три гонки были омрачены сходами и финишами на низких позициях.
Но эта череда плохих гонок завершилась на Гран-при Монако, где Дэвид Култхард финишировал третьим и добыл первый подиум в истории команды. Руководитель команды Кристиан Хорнер перед гонкой пообещал, что если один из пилотов команды будет на подиуме, то он «прыгнет голым с пирса». В итоге он прыгнул в бассейн в одной лишь красной накидке. Так совпало, что у предшественников команды Stewart Grand Prix и Jaguar Racing первый подиум также был заработан на улицах княжества.
Култхард заработал очко в Монреале, обогнав за три круга до финиша соотечественника Дженсона Баттона. В то же время Клин привёл свой болид RB2 к финишу на одиннадцатой позиции. На Гран-при США Клин и другие восемь пилотов столкнулись в первом повороте и не смогли продолжить участие в гонке. Култхарду же удалось финишировать седьмым.
Команда снова завершила сезон на седьмом месте в кубке конструкторов, с шестнадцатью очками, опережая на пять очков команду Williams. 14 очков Дэвида Култхарда позволили ему занять тринадцатое место в зачёте пилотов, а уволенный Клин набрал всего два очка и был классифицирован восемнадцатым. Заменявший Клина Роберт Дорнбос очков не набрал.

### 2007

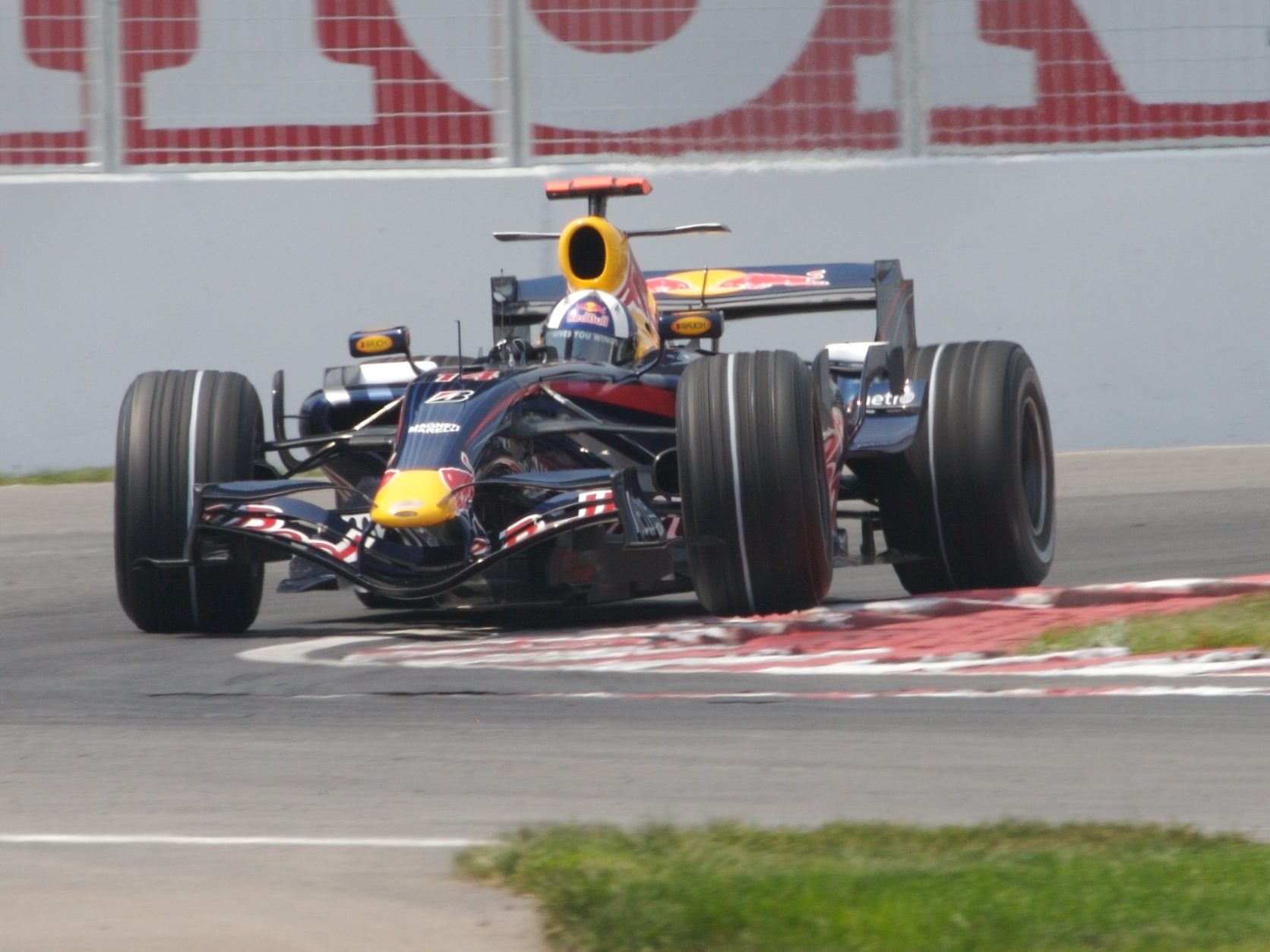
Дэвид Култхард на Гран-при Канады 2007 года.

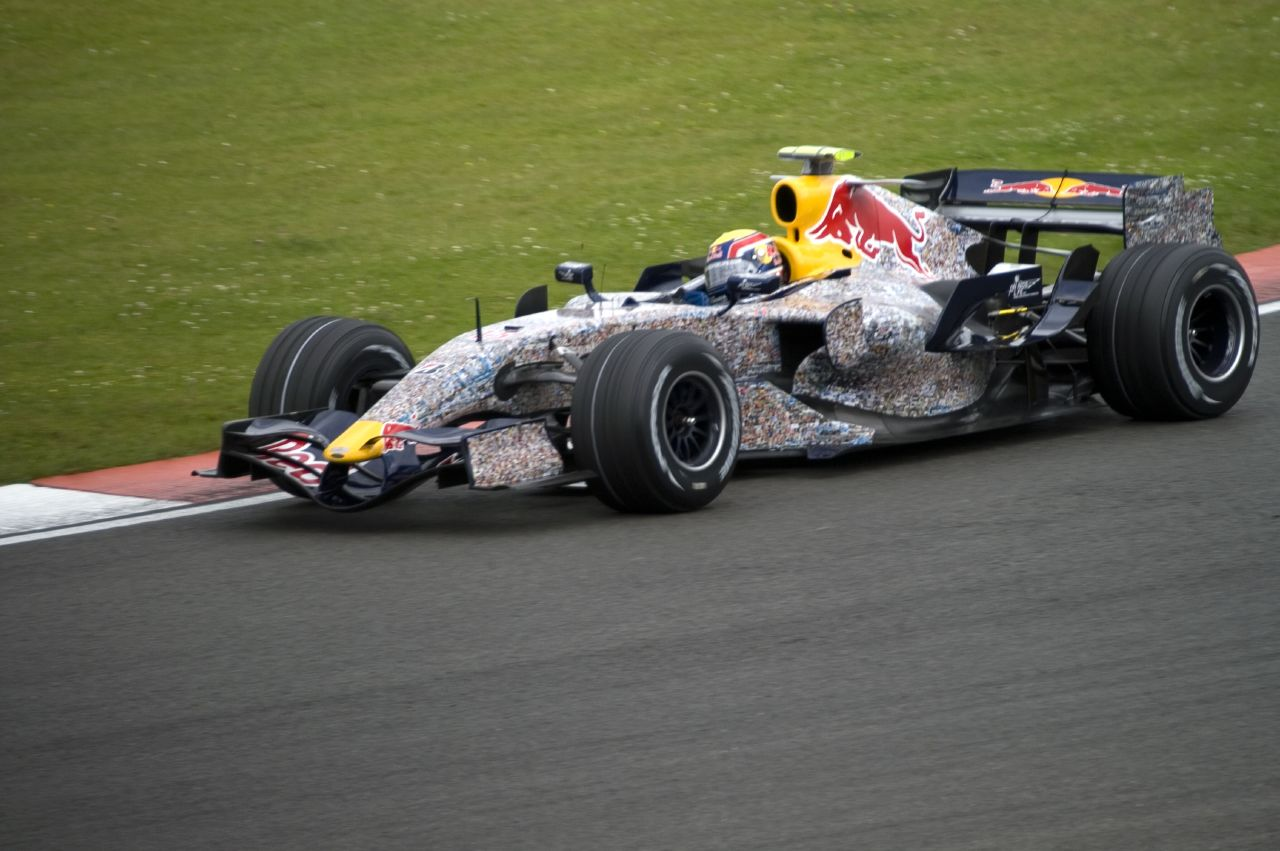
Марк Уэббер управляет болидом RB3 на Гран-при Великобритании 2007 года в специальной раскраске Wings for Life

7 августа 2006 года было объявлено о подписании контракта с Марком Уэббером, который стал партнёром Култхарда в сезоне-2007, заменив Кристиана Клина, который оборвал все связи с командой. Заменявший на последних трёх гонках 2006 года Клина Роберт Дорнбос остался на месте запасного гонщика команды в 2007 году.
31 октября 2006 года команда объявила, что в сезоне 2007 года будет использовать моторы Renault, а контракт с Ferrari перешёл второй команде Red Bull — Scuderia Toro Rosso. В 2007 состоялся дебют разработанного Эдрианом Ньюи шасси — Red Bull RB3.
Несмотря на хорошее седьмое время в квалификации домашнего Гран-при Австралии, Марк Уэббер из-за возникших проблем с сохранением скорости в поворотах финишировал лишь тринадцатым. А у Дэвида Култхарда дела шли ещё хуже: он врезался в болид Williams Александра Вурца и буквально перелетел через него. Похожим образом прошла гонка в Малайзии для Уэббера, а Култхард сошёл из-за проблем с тормозами. Однако в Бахрейне команде удалось подтвердить свой темп, и до появления технических проблем пилоты шли седьмым и восьмым. На Гран-при Испании Култхард принёс первые очки команды, несмотря на проблемы с коробкой передач, а Уэббера весь уик-энд преследовали проблемы с гидравликой.
17 июля 2007 года Red Bull Racing наняла Джеффа Уиллиса, который стал техническим директором команды.
На непредсказуемом и захватывающем Гран-при Европы пилотам сопутствовала удача, Марк Уэббер второй раз в карьере поднялся на подиум, благодаря финишу на третьей позиции. Култхард же финишировал на неплохой пятой позиции, при этом особенно впечатляющим фактом является то, что он стартовал с двадцатого места из-за того, что команда не выпустила его на трассу вовремя для дополнительного[уточнить] круга.
У Red Bull была сильная концовка сезона. Уэббер был близок к победе в Японии, но попал в аварию из-за ошибки Себастьяна Феттеля. А Култхард в той же гонке финишировал четвёртым.
На Гран-при Китая у Red Bull была лучшая квалификация в сезоне. Култхард стартовал пятым, а Уэббер девятым, но они не смогли реализовать потенциал высоких позиций и финишировали восьмым и десятым соответственно.

### 2008

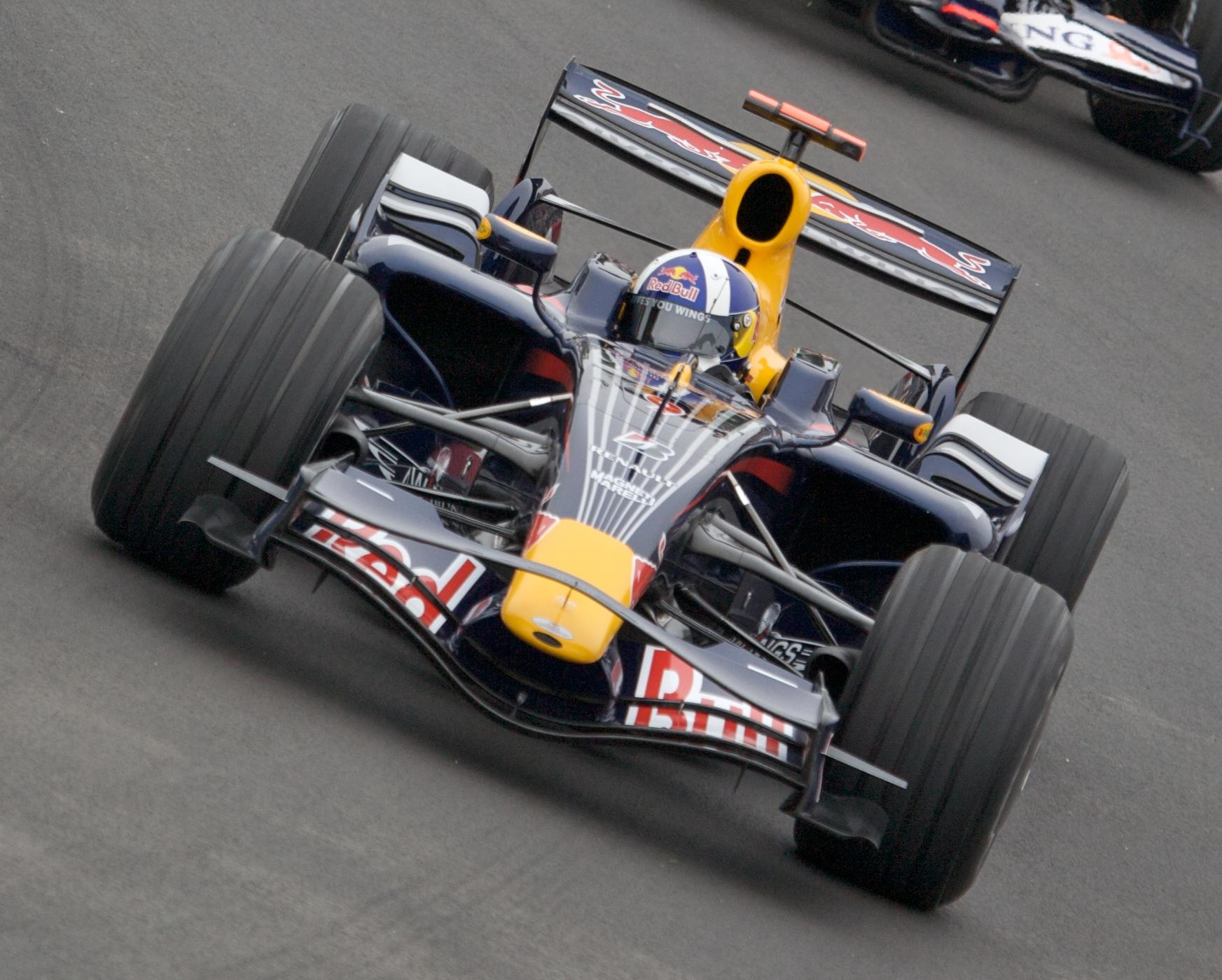
Дэвид Култхард управляет болидом Red Bull на Гран-при Канады 2008 года.

Red Bull сохранила свой пилотский состав на сезон-2008 и получила номера 9 и 10 на своих болидах благодаря финишу на пятой позиции кубка конструкторов 2007 года. Red Bull представила новое шасси RB4 в Хересе 16 января и объявила, что Себастьен Буэми будет тест- и запасным пилотом команды в 2008 году, совмещая с выступлениями в GP2 за команду Arden International.
После схода в первой гонке сезона у Уэббера было пять финишей в очковой зоне подряд. Култхард слабо начал сезон и зачастую проваливался в квалификациях (за исключением гонки в Австралии), но он смог исправить положение дел в Канаде, принеся Red Bull первый подиум со времён Гран-при Европы 2007 года. К середине сезона команда заработала 24 очка (столько же сколько и за весь сезон 2007 года) и сражалась за четвёртое место в кубке конструкторов с Toyota и Renault. Команда также смогла решить проблемы с надёжностью болидов.
Однако с ходом сезона Red Bull не смогла поддерживать уровень выступлений. В последних десяти гонках пилоты Red Bull набрали лишь пять очков, и их превзошла даже младшая команда Toro Rosso, а также итальянская команда раньше добилась своей первой победы на Гран-при Италии. Многие утверждают, что виной послужила меньшая мощность моторов Renault по сравнению с моторами Ferrari. Для сезона 2009 года Renault разрешили доработать моторы, для повышения конкурентоспособности.
На Гран-при Испании Уэббер в пятидесятый раз стартовал из первой десятки, особенно впечатляет то, что австралиец стартовал в 107 гонках, участвуя в основном за средние команды. Это сделало его соотношение стартов из первой десятки близкими к 50 %. Култхард объявил об уходе по окончании сезона из Формулы-1 на Гран-при Великобритании и надеялся на хороший финиш в домашней гонке, но сошёл на первом круге, такое же случилось с ним и в Бразилии, где он сошёл во втором повороте.

### 2009

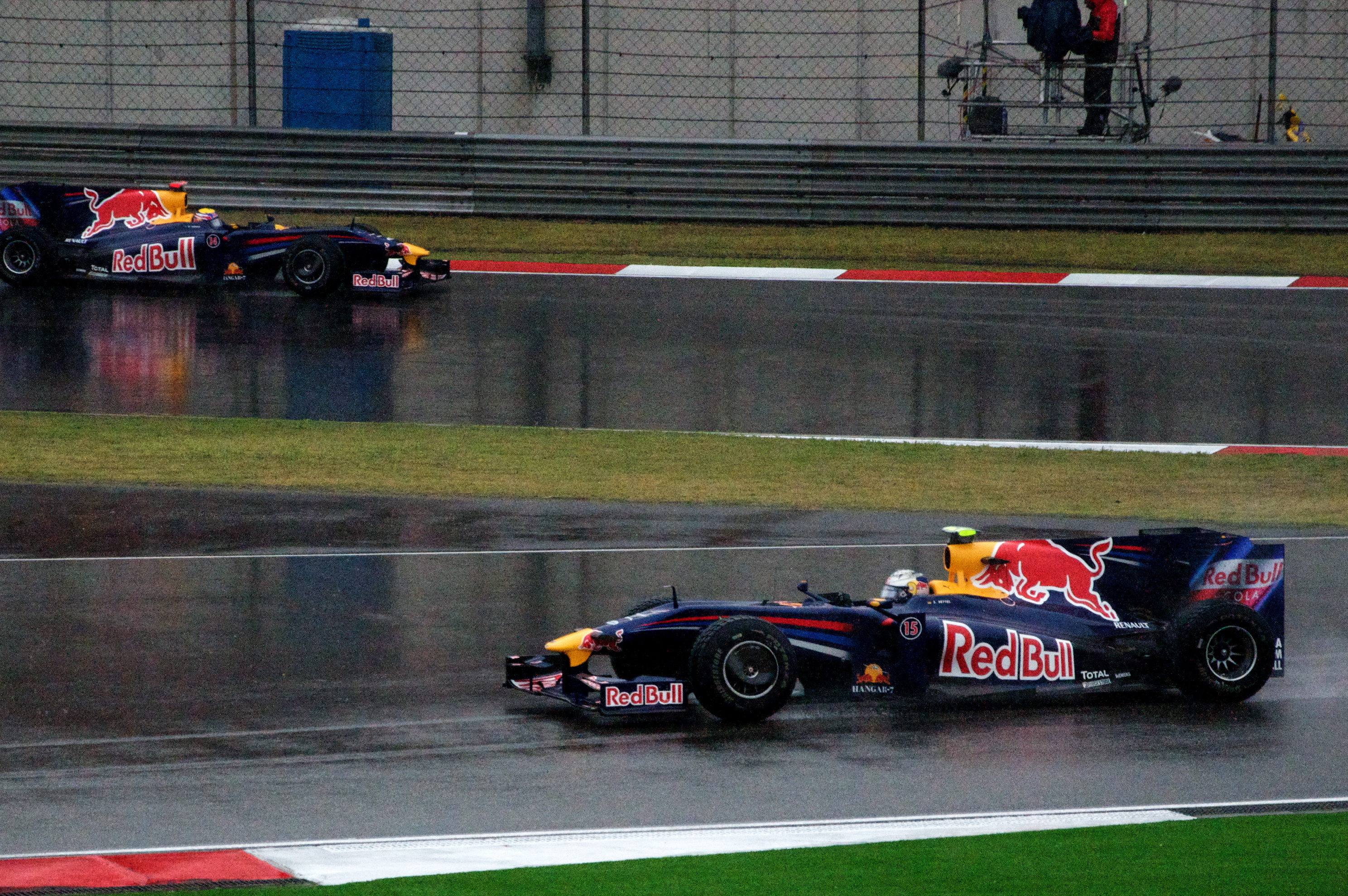
Red Bull одержала свою первую победу на Гран-при Китая 2009 года. Себастьян Феттель и Марк Уэббер финишировали на первых двух местах, опередив лидера чемпионата Дженсона Баттона

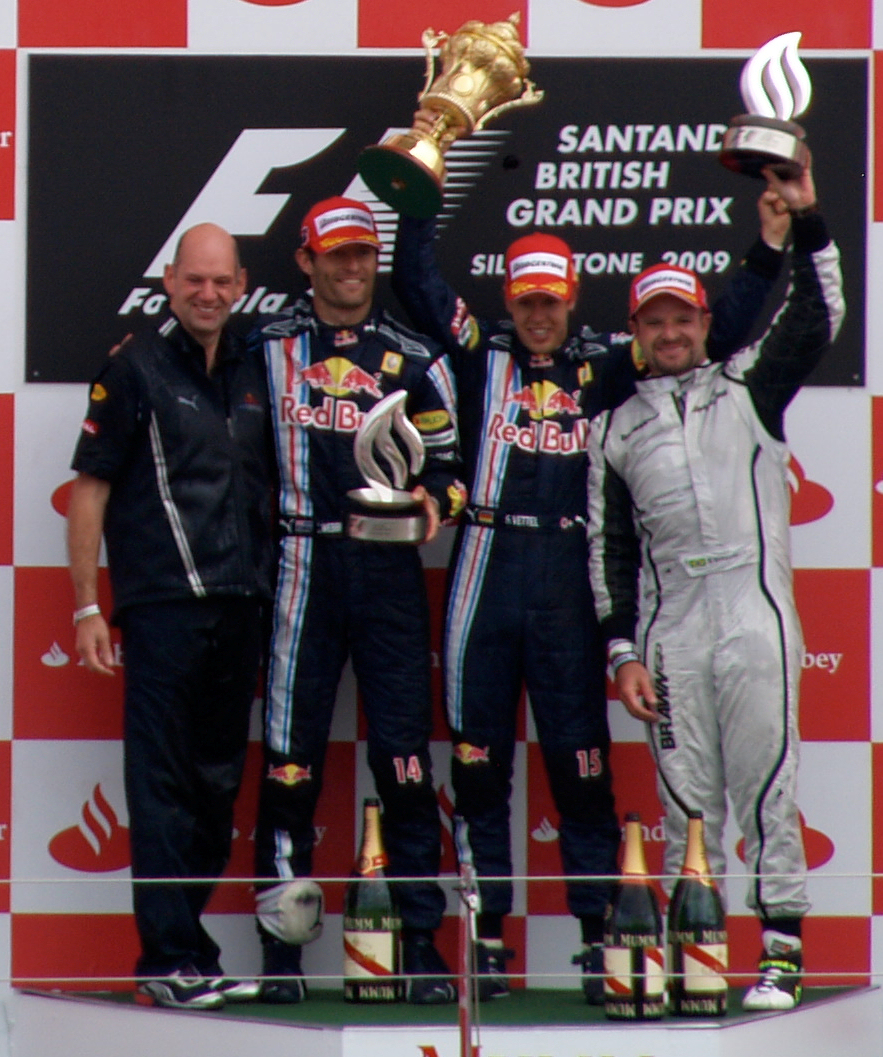
Дубль Red Bull в Великобритании. Слева направо: конструктор Эдриан Ньюи, Марк Уэббер (2-е место), Себастьян Феттель (победитель) и Рубенс Баррикелло из Brawn (3-е место)

8 февраля 2009 года Red Bull Racing провела презентацию шасси RB5 виртуально при помощи видео с трёхмерным болидом, которое было озвучено Себастьяном Феттелем. А вживую презентация состоялась на следующий день. Команда завоевала свою первую в истории команды поул-позицию на Гран-при Китая 2009 года с Себастьяном Феттелем, который проехал всего лишь один круг в третьей части квалификации. Марк Уэббер стартовал третьим. На следующий день над трассой пошёл дождь, но это не помешало немцу одержать победу, а Уэбберу прийти вторым. Победа Феттеля стала первой в истории команды.
В следующей гонке в Бахрейне немец квалифицировался третьим, а в гонке финишировал вторым, позади Дженсона Баттона и набрал восемь очков.
В Испании Уэббер и Феттель финишировали третьим и четвёртым соответственно, после старта с пятого и второго места. На Гран-при Турции пилоты Red Bull финишировали вторым и третьим. На Гран-при Великобритании автомобиль получил существенные обновления и Себастьян Феттель выиграл гонку, прервав серию из четырёх побед Дженсона Баттона после Гран-при Китая. Команда финишировала дублем на Гран-при Германии, причём Уэббер одержал свою первую победу, несмотря на то, что ему пришлось проехать через пит-лейн из-за штрафа. Вторая победа досталась австралийцу на Гран-при Бразилии. А для команды сезон завершился дублем на Гран-при Абу-Даби, но на этот раз Феттель опередил Уэббера.

### 2010
На сезон 2010 года команда оставила в своём составе Марка Уэббера и Себастьяна Феттеля. А также продолжила контракт с Renault на поставку двигателей.

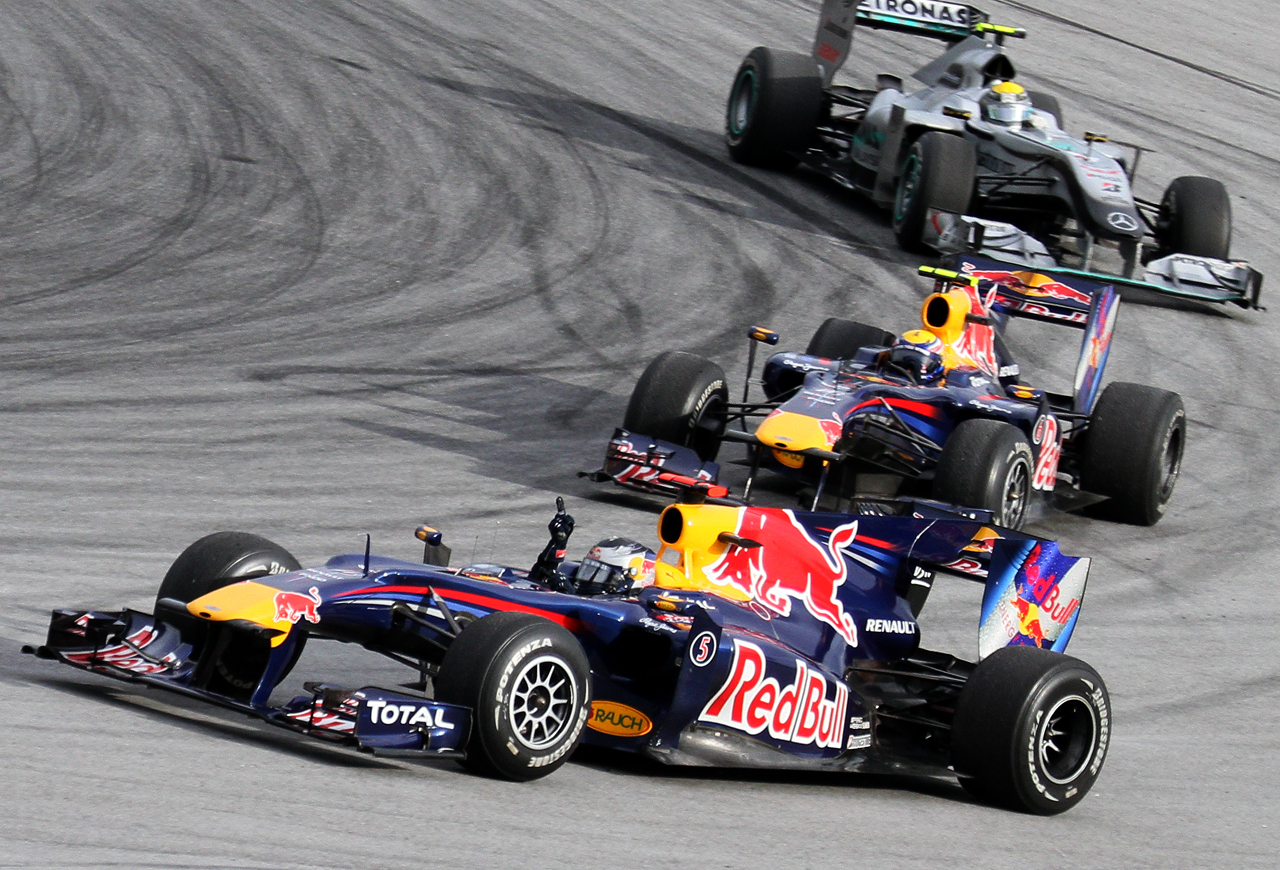
Победный дубль Red Bull в Малайзии

Шасси Red Bull RB6 оказалось самым быстрым в истории команды. По общему признанию, Эдриан Ньюи создал лучшую машину 2010 года.
Тем не менее, Red Bull потеряли много потенциальных побед из-за поломок техники и тактических ошибок. В Бахрейне и Австралии поломка техники выбила Феттеля из борьбы, в Китае и в Канаде ошибка с выбором резины стоила обоим гонщикам подиума, а в Валенсии Марк Уэббер попал в серьёзную аварию.

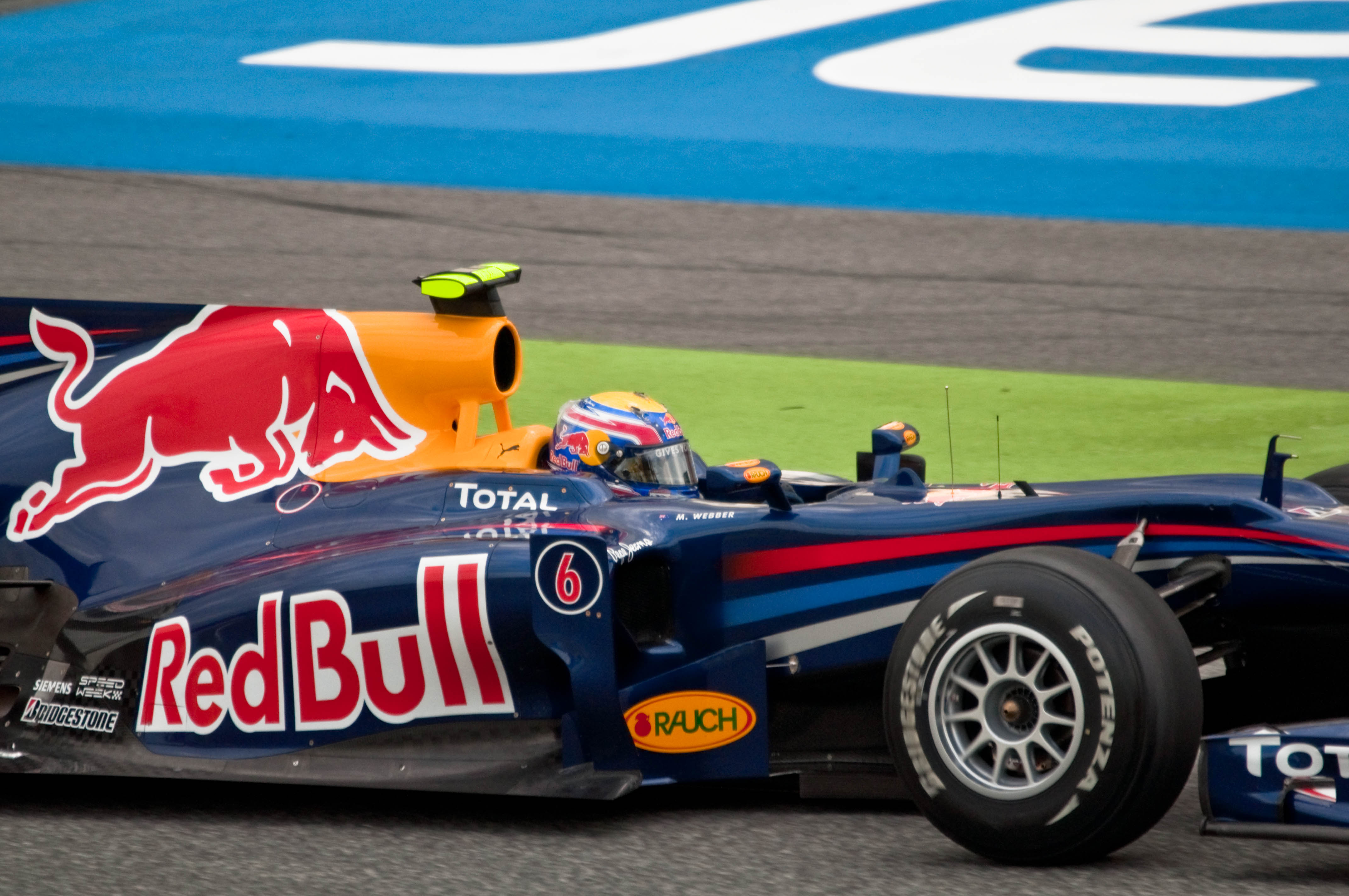
Марк Уэббер лидировал от старта до финиша в Испании и Монако, а затем в Турции до своего первого пит-стопа, в итоге серия кругов лидирования продолжалась 647 км, на 11 км меньше серии Кими Райкконена в -ом

 В Red Bull выяснили, что невыразительные результаты Феттеля в последних гонках стали следствием дефектов шасси, и подготовили для него новую машину к Гран-при Турции. На квалификации перед Гран-при Марк Уэббер завоевал третий поул подряд. Себастьян Феттель в третьей гонке подряд уступил напарнику по команде.
Перед стартом у Марка и Себастьяна было равное количество очков, по 78. На старте Марк Уэббер сохранил преимущество поула в первом повороте, Феттель опередил Хэмилтона, но затем Льюис вернул вторую позицию. Лидеры ехали в плотной группе. После пит-стопов Марк вернулся на трассу лидером, машины Red Bull оказались на двух первых позициях после небольшой задержки Льюиса в боксах. Ситуация в лидирующей группе долго оставалась стабильной, пока на 40-м круге Феттель не решился атаковать Уэббера. Выяснилось, что в тот момент моторы на двух машинах Red Bull работали в разном режиме. Гонщики стартовали с равным количеством бензина, но на ранних стадиях гонки Уэббер израсходовал больше топлива, чем Феттель. Австралиец перевёл двигатель в режим экономии, потеряв в скорости на прямых. Так как Феттелю удалось сэкономить килограмм топлива, находясь в воздушном мешке позади соперников, у него оставался в запасе ещё один круг работы двигателя в оптимальном режиме, и в команде не хотели переключать мотор в режим экономии заранее, поскольку Себастьяну нужно было противостоять прессингу со стороны Хэмилтона. Шедший вторым Себастьян быстро сократил отставание от лидера.
Себастьян имел преимущество в максимальной скорости на прямой и атаковал по внутренней траектории. Машины поравнялись. Марк оттеснил Себастьяна на грязную часть трассы, оставив ему минимум места, Феттель вышел вперёд, но слишком рано начал смещаться внутрь, тогда как Марк оставался на своей траектории. В 12-м повороте машины столкнулись, контакт произошёл в районе заднего правого колеса машины Себастьяна, немец выбыл из борьбы. После инцидента Себастьян крутил пальцем у виска, и этот жест попал в объективы телекамер. Марк отправился в боксы для замены носового обтекателя (была повреждена торцевая пластина переднего антикрыла). Отрыв от соперников был достаточно велик, и австралиец вернулся на трассу позади гонщиков McLaren на третьей позиции. На этом месте он и финишировал.
Столкновение Уэббера и Феттеля вызвало большой интерес со стороны СМИ, так как гонщики и боссы Red Bull в своих интервью давали различную картину случившегося, возлагая большую часть вины на разных участников аварии. Немецкий пилот признался, что не считает себя виновником инцидента. Сразу после гонки Марк заявил, что его напарник допустил ошибку. Руководитель команды Кристиан Хорнер возложил вину за произошедшее как на австралийца, так и на немца, тогда как консультант Хельмут Марко считал виновником аварии Уэббера. По словам Хельмута Марко, Уэббер знал, что в тот момент он ехал медленнее Феттеля, и потому должен уступить ему позицию. Заявления Хельмута Марко привели к появлению в СМИ статей о фаворитизме.
Ситуация была стабилизирована Кристианом Хорнером, но уже на Гран-при Великобритании произошёл ещё один неприятный инцидент. На последних минутах субботней тренировки на машине Себастьяна Феттеля после проезда по кочкам на прямой между поворотами Club и Abbey сломалось переднее крыло. После этого происшествия в распоряжении команды осталось единственное переднее антикрыло последней, модернизированной версии, которое команда хотела использовать в гонке, чтобы собрать информацию для будущих доработок. Руководитель команды, Кристиан Хорнер, и Эдриан Ньюи сделали выбор, основываясь на набранных гонщиками в сезоне очках: до Гран-при Великобритании Себастьян Феттель занимал более высокую позицию в чемпионате, чем Марк Уэббер, поэтому новая версия антикрыла досталась именно немецкому гонщику Red Bull. Победу в квалификации перед Гран-при Великобритании праздновал Феттель, Уэббер показал второй результат. С подачи СМИ сразу начало множиться мнение о том, что проигрыш австралийца напарнику по команде стал следствием решения Хорнера отдать более новое переднее антикрыло Феттелю.

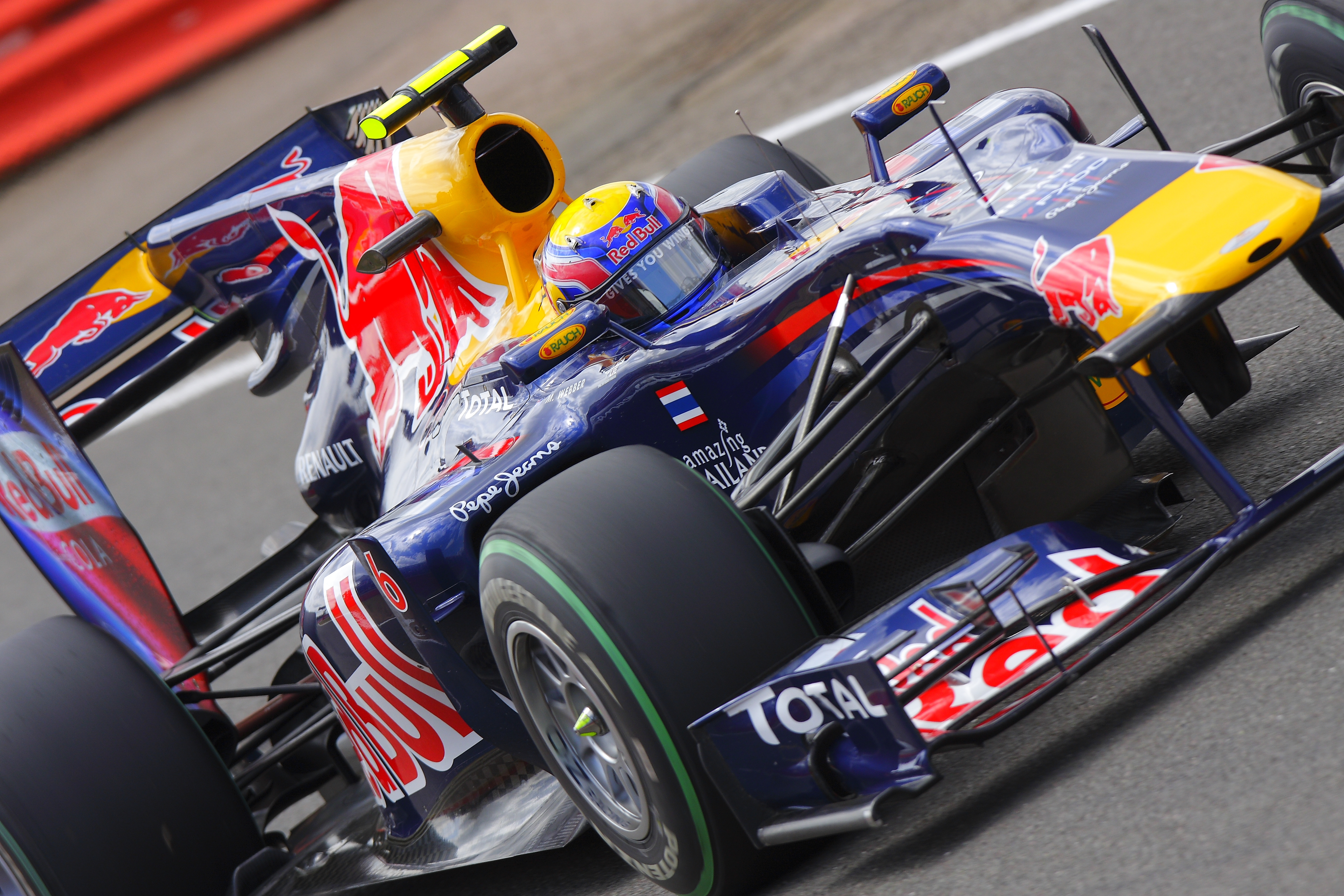
Марк Уэббер. Второй год подряд один из гонщиков Red Bull Racing лидировал в Гран-при Великобритании от старта до финиша

В гонке Феттель слишком агрессивно сработал сцеплением и допустил пробуксовку на старте, Уэббер выиграл позицию в первом повороте и ушёл в гонку лидером. В попытке контратаковать Себастьян пробил заднее правое колесо в контакте с Хэмилтоном и вылетел с трассы в Maggots. Гонщику пришлось целый круг возвращаться в боксы для замены повреждённой покрышки, и он откатился на последнее место в пелотоне. Уэббер и Хэмилтон быстро оторвались от соперников, к десятому кругу гонщик McLaren отстал от Марка на 3 секунды. Лидеры провели пит-стопы с разницей в 1 круг, после заездов в боксы Марк сумел сохранил лидерство. На 27-м круге произошёл контакт между гонщиками Sauber и Force India, де ла Росой и Сутилем соответственно. Чтобы маршалы смогли убрать обломки аэродинамики Sauber, на трассу выехала машина безопасности. Машина собрала пелотон; после рестарта гонки Себастьян Феттель отыграл несколько позиций и пробился в первую десятку, но в итоге финишировал только 7-м. Марк Уэббер уверенно выиграл гонку, пролидировал от старта до финиша, и одержал пятую в карьере и третью в сезоне победу.
```
У команды нет желания отдавать 
предпочтение кому-то из гонщиков 
только из-за возраста, внешности 
или национальности Себастьяна. 
На меня никогда не оказывалось 
давления с целью заставить меня 
принимать сторону Феттеля только 
потому, что он лучше продает банки 
«Ред Булл». Ни с Гельмутом Марко, 
ни с кем-либо ещё из компании 
относительно субботнего решения я 
не советовался. Это было чисто 
техническое решение, над которым 
думали я и Эдриан Ньюи.

```

Австралийский гонщик Red Bull был очень недоволен решением команды отдать новую версию антикрыла Феттелю и, победив, позволил себе некоторые критичные высказывания в адрес команды. В частности, после пересечения финишной черты Марк Уэббер спросил команду по радио: «Неплохо для второго номера?», а на послегоночной пресс-конференции прозвучало заявление гонщика о том, что он не стал бы продлевать контракт с Red Bull, если бы знал, что в команде возникнет подобная ситуация. Заявления Марка привели к очередному появлению в СМИ статей о фаворитизме в команде, решение руководства Red Bull осуждали многие журналисты и бывшие гонщики. Кристиану Хорнеру вновь пришлось отвечать на неприятные вопросы журналистов.
В Германии выигранный Феттелем поул не удалось превратить в победу. В итоге немец довольствовался третьим местом, а его напарник, проведя среднюю гонку, занял шестое место.
Следующая гонка, Гран-при Венгрии, принесла пилотам «Ред Булл» двойной подиум: выиграл Уэббер, третье место у Феттеля.
Гран-при Бельгии и Гран-при Италии рассматривались как трассы, на которых «Ред Булл» не сможет доминировать, потому что высокая прижимная сила RB6 не понадобится, а главную роль будут играть двигатели. Тем не менее, квалификацию выиграл Уэббер, но в гонке, «проспав» старт, пропустил вперёд Хэмилтона («Макларен») и Кубицу («Рено»). Австралийцу все же удалось отыграть позицию, и он занял второе место. Феттель в ходе гонки столкнулся с Дженсоном Баттоном и был наказан проездом по пит-лейн. Его результат: 15-е место.
В Италии пилоты «Ред Булл» не попали на подиум, заняв четвёртое (Феттель) и шестое (Уэббер) места. В Сингапуре команда снова добилась двойного подиума: вторым стал Феттель, а третьим — Уэббер. Японский Гран-при прошёл при абсолютном доминировании пилотов «Ред Булл». В итоге немецкий пилот выиграл гонку, а австралиец занял второе место.
Новый в календаре чемпионата Гран-при Кореи тоже поначалу предвещал успех гонщикам «Ред Булл»: по итогам квалификации Феттель и Уэббер заняли первый ряд стартового поля. Но в гонке уже на 19-м круге сошёл Марк Уэббер, а у Феттеля, лидировавшего 46 кругов, загорелся мотор.
Завоевав дубль в Бразилии, команда отпраздновала победу в Кубке Конструкторов.

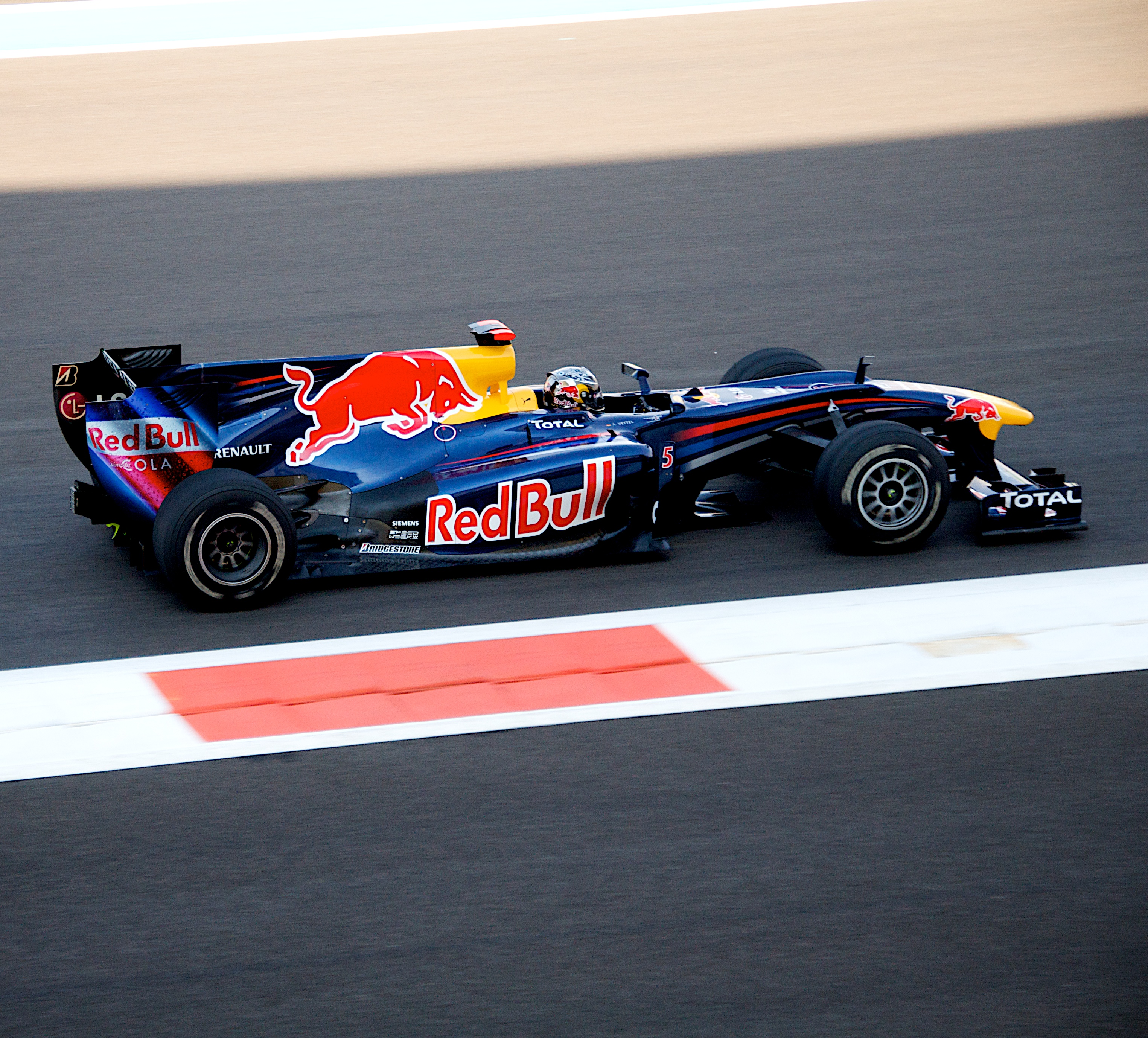
Себастьян Феттель выиграл Гран-при Абу-Даби 2010 года и стал самым молодым чемпионом мира, в то время как Фернандо Алонсо и Марк Уэббер совершили стратегические ошибки по ходу гонки

Перед финальной гонкой сезона, проходившей в Абу-Даби, четверо гонщиков сохраняли шансы на чемпионский титул. Фернандо Алонсо занимал 1 место в общем зачёте, с преимуществом в 8 очков над Марком Уэббером, Себастьян Феттель уступал испанскому гонщику Ferrari 15 очков, а Льюис Хэмилтон (McLaren) — 24. В квалификации Себастьян Феттель в десятый раз за сезон заработал поул-позицию. Марк Уэббер квалифицировался пятым, и этот результат стал худшим после первой гонки сезона в Бахрейне, где он стартовал шестым. На старте Феттель сохранил лидерство, Баттон опередил Алонсо, стартовавшего третьим. Марк Уэббер неидеально стартовал в гонке, и вскоре начал терять темп из-за большого износа резины. Red Bull пришлось позвать Марка в боксы на 12-м круге, гонщик вернулся на трассу только 16-м. В Ferrari совершили явную тактическую ошибку, сосредоточившись на Марке Уэббере, и приняли решение провести ранний пит-стоп для Фернандо Алонсо, чтобы он смог гарантированно обойти австралийского гонщика Red Bull и тем самым увеличить свои шансы на чемпионский титул. Несмотря на то, что на тот момент гонки Алонсо был быстрейшим гонщиком на трассе, Ferrari провела пит-стоп на 16 круге. Испанский гонщик действительно оказался на трассе перед Марком, однако откатился далеко назад, после чего провёл более двух третей дистанции гонки в попытках обогнать Виталия Петрова, выступавшего за Renault. В итоге Алонсо не смог больше подняться достаточно высоко, чтобы стать чемпионом мира. Для Феттеля гонка сложилась намного более удачно, чем для его конкурентов: он уверенно выиграл гонку, а с ней и первый чемпионский титул в своей карьере, став при этом самым молодым чемпионом мира в истории Формулы-1. Также гонщик Red Bull стал вторым немцем, выигравшим чемпионат мира. Марк Уэббер по итогам сезона занял в итоговой классификации лишь третье место, уступив напарнику по команде и Фернандо Алонсо.
Сезон 2010 года завершился двойной победой Red Bull. Команда Red Bull повторила рекорд из 15 поул-позиций в сезоне, установленный McLaren (1988, 1989) и Williams (1992, 1993). Кроме того, Red Bull стала единственной командой, оба гонщика которой проходили в финал квалификации во всех Гран-при сезона 2010 года.

### 2011
Болид RB7 был представлен общественности 1 февраля, перед самым началом предсезонных тестов.
Нельзя сказать, что тесты прошли при абсолютном доминировании «Ред Булл», однако многие эксперты признали, что истинную скорость RB7 можно будет увидеть только в ходе гонок.
Гонка в Бахрейне была отменена из-за политического кризиса, и первая гонка прошла в Австралии. Поул-позишн выиграл Себастьян Феттель, его напарник Марк Уэббер квалифицировался третьим. Гонка завершилась победой Феттеля и пятым местом Уэббера. В ходе уик-энда команда столкнулась с проблемами в работе KERS и выступала без него.
Весь австралийский уик-энд австралиец достаточно серьёзно уступал по скорости своему напарнику. Это вызвало подозрения в неисправности болида. Перед Гран-при Малайзии в болид Уэббера были внесены некоторые изменения. Но и они не позволили австралийцу бороться за победу. Лишь в пятницу Уэббер показал лучшие времена. В квалификации он довольствовался третьим местом, а его напарник в очередной раз взял поул. Гонка завершилась победой молодого немца, а Уэббер ещё на старте проиграл много позиций из-за поломки KERS. Выбрав неудачную тактику по ходу гонки, он, тем не менее, завершил её на четвёртом месте, показав быстрый круг в гонке.
Проблемы с KERS продолжились и в Китае. Поломка системы вкупе с неправильным выбором резины не позволили Марку Уэбберу пройти во второй сегмент квалификации. В отличие от австралийца, Себастьян Феттель завоевал поул-позишн. Гонка завершилась победой Льюиса Хэмилтона и двойным подиумом «Ред Булл». Феттель стал вторым, а Уэббер, совершив феноменальный прорыв с 18-го места, финишировал третьим.
Перед Гран-при Турции стало известно, что команда решила проблему с KERS. Результаты уик-энда стали весьма предсказуемыми: поул и гонку выиграл Феттель, а Уэббер, борясь по ходу гонки с Фернандо Алонсо, занял второе место. Это был первый дубль команды в 2011 году.
В Барселоне Себастьян Феттель достиг феноменального результата: четыре выигранные гонки из пяти. Но поул-позишн на этот раз досталась его напарнику Марку Уэбберу, который плохо стартовал и финишировал четвёртым.
По ходу Гран-при Монако команда допустила серьёзную ошибку на пит-стопе: после пит-стопа Себастьяна Феттеля в боксы неожиданно заехал Марк Уэббер. Механики долго готовили новый комплект резины, и австралиец вернулся на трассу только 14-м. Сам Уэббер назвал причиной ошибки сбой радиосвязи. Австралиец финишировал четвёртым, установив быстрый круг гонки, а немец впервые в карьере выиграл в Монако.
В Канаде команда добилась двойного подиума: Феттель — второе место, Уэббер — третье. На этот раз победу праздновал Дженсон Баттон.

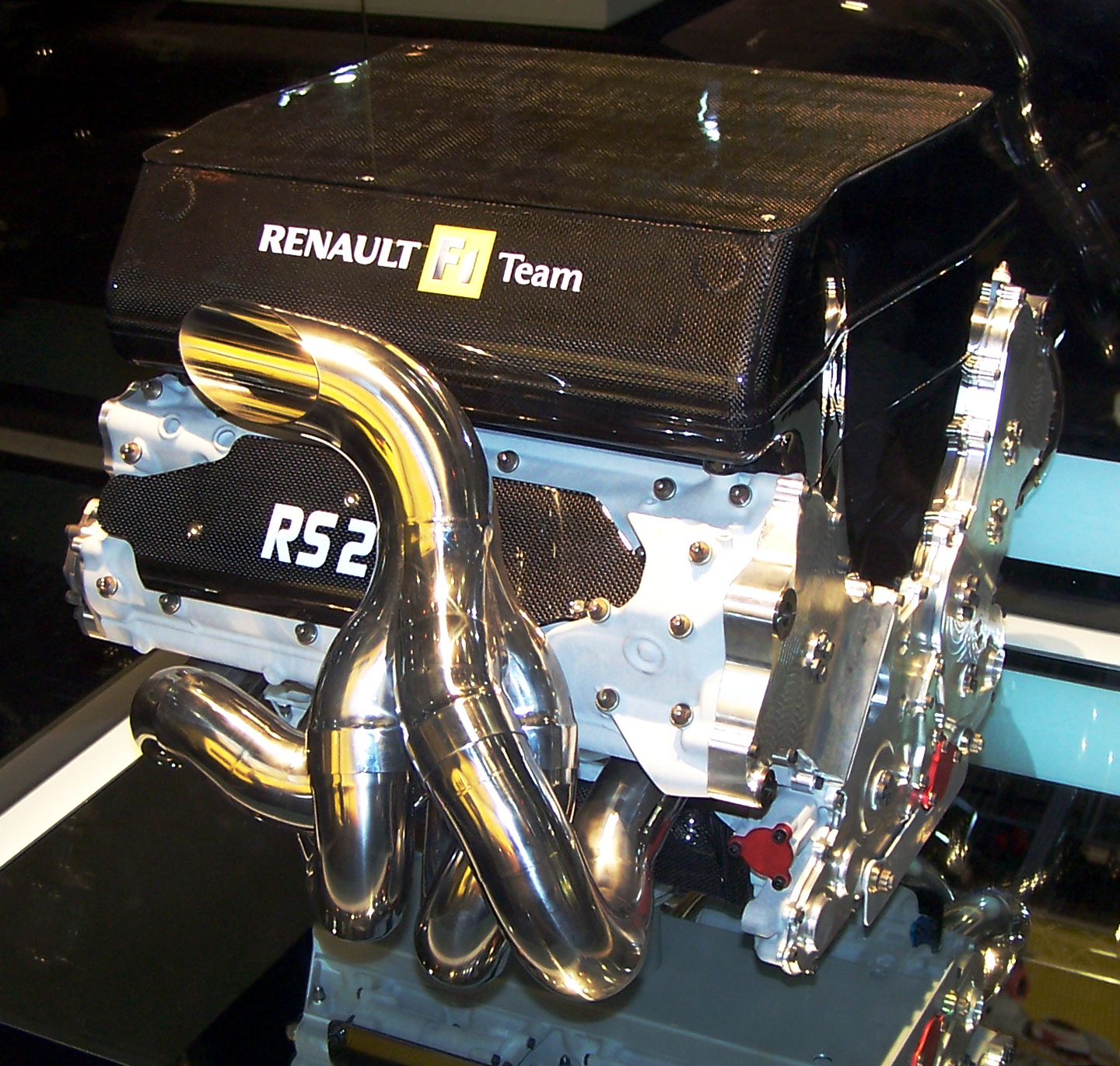
Перед Гран-при Италии Red Bull Racing и Renault Sport F1 официально подтвердили информацию о продолжении сотрудничества на протяжении следующих пяти сезонов. На фото: двигатель Renault RS27 V8

Перед Гран-при Италии Red Bull и Renault Sport F1 официально подтвердили информацию о продолжении сотрудничества на протяжении пяти следующих сезонов, начиная с 2012 года. Согласно новому контракту на поставку силовых агрегатов, в 2012 и 2013 годах Renault продолжит поставлять австрийской команде двигатели V8 и мотор-генераторы для KERS, а с 2014 года на машинах Red Bull будут стоять турбомоторы Renault V6T 1.6L. Кроме того, соглашение между командой и моторостроителем подразумевает не только поставки двигателей, но и создание совместного технологического предприятия. Планируется, что предприятие будет заниматься как разработкой технологических решений, которые будут использоваться в турбомоторах Renault V6 начиная с 2014 года, так и оптимизацией интеграции будущих силовых агрегатов в шасси Red Bull.
До Гран-при Италии все поул-позиции в сезоне 2011 года доставались гонщикам Red Bull, и многие считали, что именно на трассе Монца у соперников появится шанс прервать эту серию, так как характеристики трассы традиционно не слишком подходили машинам австрийской команды: до 2011 года лучшим результатом Red Bull в Монце было 3 место в квалификации (Марк Уэббер, 2008 год) и 4 место на финише (Себастьян Феттель, 2010 год).
Несмотря на подобные прогнозы, Феттель показал лучшие результаты во второй пятничной сессии и субботней тренировке. В финале квалификации Себастьян возглавил протокол, однако, по его словам, допустил ошибку на своём быстром круге, после чего в команде приняли решение проехать ещё один. Кроме этого, в команде предполагали, что на втором круге шины сработают лучше. Расчёт команды оправдался, на последних секундах немецкий гонщик улучшил собственный результат, завоевав 10-ю в сезоне и 25-ю в карьере поул-позицию с преимуществом в полсекунды над Льюисом Хэмилтоном. Поул-позиция оказалась неожиданной не только для самого гонщика и его команды, но и для соперников. При анализе квалификации было высказано предположение, что Себастьян добился такого результата за счёт нестандартного для этой трассы выбора передаточных чисел: гонщик, вероятнее всего, предпочёл более короткие передаточные числа, чем соперники. Также Себастьяну косвенно помогло то, что во время финальной попытки перед ним ехали несколько соперников — в Монце это помогает разогнаться.
Марк Уэббер проиграл напарнику около 0,7 секунды и показал только 5-й результат. Добиться большего не позволили неполадки с системой KERS. Кроме того, Уэббер выбрал несколько другую стратегию, отличную от стратегии Феттеля, для финальной сессии, и проехал только один быстрый круг, хотя после квалификации стало очевидно, что две серии кругов были более оптимальным вариантом. Однако тем самым австралийскому гонщику удалось сэкономить комплект свежих шин для гонки.
Старт Гран-при стал не самым удачным для команды: Себастьян Феттель пропустил на первое место отыгравшего три позиции Алонсо, Марк Уэббер также потерял несколько позиций. Феттель удержался на втором месте. На первом круге на трассу выехал автомобиль безопасности: в первом повороте случилась массовая авария с участием Петрова (Renault), Росберга (Mercedes), Баррикелло (Williams) и Льюцци (HRT).
После рестарта гонки, на пятом круге Феттель обогнал Алонсо в повороте Curva Grande и вернул лидерство. Марк Уэббер также сразу после рестарта принялся прорываться вверх. Гонщик обогнал Дженсона Баттона, а на шестом круге провёл атаку на Ferrari Фелипе Массы. Марк стремился занять в первом повороте внешний радиус, но Фелипе неожиданно для гонщика Red Bull начал смещаться в его сторону. Машина Red Bull зацепила высокую внутреннюю часть поребрика, её подбросило в воздух, что и привело к контакту с Фелипе. В результате контакта машина Марка получила повреждения. Уэббер попытался потерять как можно меньше времени, возвращаясь в боксы для замены переднего антикрыла, но не знал, что сломанное переднее крыло застряло под передней частью машины. На задней прямой антикрыло попало под днище, после чего гонщик потерял управление. В Parabolica машина вылетела с трассы, и на этом гонка для Марка Уэббера закончилась.
После обгона Алонсо Феттель создал отрыв, и к моменту первых пит-стопов лидирующих гонщиков его преимущество над шедшим на второй позиции Алонсо выросло до десяти секунд, на 21-м гонщик Red Bull посетил боксы и смог сохранить лидерство. В финальной фазе гонки Себастьян снизил обороты двигателя, нагрузку на KERS и коробку передач, но, несмотря на это, одержал 8-ю в сезоне и 18-ю в карьере победу на трассе, где в 2008 году выиграл свою первую гонку в Формуле-1, выступая за Toro Rosso.
Команда посвятила победу на Гран-при Италии памяти одного из членов команды, Эрин Пеццеллу, молодой сотрудницы, умершей накануне Гран-при от рака.

### 2013

Логотип команды с по 2015

### 2017
В декабре 2017 года было объявлено, что в сезоне 2018 титульным спонсором станет компания Aston Martin, а команда будет называться Aston Martin Red Bull Racing (транскр. Астон Мартин Ред Булл Рейсинг). С начала сезона пилотами Red Bull были Макс Ферстаппен и Даниэль Риккардо. Команда заняла 3-е место в зачете, набрав 368 очков и одержав 3 победы по ходу сезона: на Гран-при Азербайджана, Гран-при Малайзии и Гран-при Мексики.

### 2018
В сезоне 2018 пилотами Red Bull снова были Ферстаппен и Риккардо. Команда снова заняла третье место в зачете, опять уступив Mercedes и Ferrari, набрав 419 очков и одержав победы на Гран-при Китая, Гран-при Монако, Гран-при Австрии и Гран-при Мексики.
3 августа Даниэль Риккардо объявил об уходе из Red Bull по окончании сезона 2018. 6 декабря было объявлено о переходе в Ред Булл на сезон 2019 Пьера Гасли, выступавшего за младшую команду Toro Rosso

### 2019
В новом сезоне Red Bull опять заняли 3-е место в кубке конструкторов, на этот раз победив три раза за счет усилий Макса Ферстаппена, набрав 417 очков. Первую половину сезона напарником Ферстаппена был Пьер Гасли. Команда оказалась недовольна его результатами после Гран-при Венгрии и поменяла его местами с пилотом Toro Rosso Алексом Албоном.

### 2020
Перед началом сезона 2020 состав пилотов не изменился. 12 марта первый Гран-при Австралии был отменен из-за пандемии COVID-19 В результате первая гонка сезона состоялась только 5 июля на трассе Ред Булл Ринг в Австрии. Сезон прошёл при полном доминировании команды Mercedes. Red Bull, благодаря полному провалу Феррари, занявших только 6-е место в зачете, удалось забрать второе место, набрав 319 очков и одержав две победы.
18 декабря 2020 было объявлено, что новым пилотом Red Bull в сезоне 2021 станет Серхио Перес, переходящий из Racing Point, Алекс Албон же потеряет место в Формуле-1 на 2021 год.

### 2021
В новом сезоне Red Bull смогли построить машину, способную бороться с Mercedes. В первой гонке на трассе «Сахир» в Бахрейне Ферстаппен завоевал поул и боролся за победу в гонке, но был вынужден в конце гонки пропустить на первое место Льюиса Хэмилтона, потому что обогнал его за пределами трассы, тем самым финишировав вторым. В следующей гонке в Имоле Ферстаппен одержал победу. В третьей и четвёртой гонке на Автодроме Алгарве в Португалии и на трассе Барселона-Каталунья Ферстаппен финишировал вторым позади Хэмилтона, но на Гран-при Монако смог победить и возглавить чемпионат. В следующей гонке в Баку Ферстаппен сошёл из-за прокола шины, лидируя на последних кругах, а Хэмилтон не набрал очков из-за ошибки на рестарте гонки после красного флага. Победу тогда одержал напарник Ферстаппена Серхио Перес. В следующей гонке во Франции на автодроме «Поль Рикар» Ферстаппен обогнал лидировавшего Хэмилтона за два круга до конца и одержал победу. На двух Гран-при Штирии и Австрии Ферстаппен одержал победу, причем в первом случае — с отрывом в 40 секунд от второго места. На следующем Гран-при Великобритании Ферстаппен вылетел на первом круге в результате спорного столкновения с Хэмилтоном, который выиграл гонку, несмотря на штраф в 10 секунд, данный ему за столкновение. В Венгрии, на трассе Хунгароринг Ферстаппен стал жертвой второго пилота Mercedes Вальттери Боттаса, спровоцировавшего массовую аварию на старте. Ферстаппен с серьёзными повреждениями машины закончил гонку на 9-м месте, а победу тогда одержал Эстебан Окон на машине Alpine. По итогам гонки Ферстаппен опустился на второе место в зачете, а Red Bull потерял лидерство в кубке конструкторов. В Бельгии гонка фактически не состоялась из-за сильнейшего дождя, пилоты проехали три круга под машиной безопасности, после чего гонка была прервана, и пилотам получили половину обычных очков, победителем объявлен Ферстаппен. На следующей гонке в Италии Ферстаппен стал участником аварии с Хэмилтоном: машина Макса подпрыгнула на поребрике и взлетела в воздух, приземлившись на машину Хэмилтона. Оба сошли, а в гонке победили McLaren, заняв первое и второе места. В следующей гонке на трассе Сочи Ферстаппен стартовал последним из-за смены силовой установки, но прорвался на второе место вслед за Хэмилтоном. Далее в Турции, на трассе Истанбул Парк, Ферстаппен и Перес финишировали вторым и третьим вслед за Вальттери Боттасом из Mercedes. В следующих двух гонках, в Остине и в Мехико, Ферстаппен победил. Однако в следующих трех гонках он терпел неудачи: Mercedes смогли серьёзно улучшить машину, и Red Bull перестали быть фаворитами: в Бразилии после дисквалификации в начале уик-энда прорвался[кто?] на первое место, не оставив шансов Ферстаппену; в Катаре Хэмилтон завоевал поул и уверенно победил; на Гран-при Саудовской Аравии Ферстаппен в упорнейшей борьбе проиграл Хэмилтону; перед финальной гонкой сезона Red Bull почти потерял шансы на кубок конструкторов из-за посредственных результатов Серхио Переса, но в личном зачете у Ферстаппена с Хэмилтоном было равное количество очков. Несмотря на поул в Абу-Даби, на старте Макс пропустил вперед Хэмилтона. Во время контратаки на первом круге они едва не столкнулись снова, и Хэмилтон срезал поворот, оставшись безнаказанным и оставшись впереди. Однако после пит-стопа Хэмилтон застрял позади напарника Ферстаппена Переса, и это позволило Максу отыграть весь отрыв. Несмотря на это, Хэмилтон снова стал отрываться от Ферстаппена; кульминацией гонки стала авария Николаса Латифи за 6 кругов до конца, последовавшая машина безопасности и рестарт за 1 круг до конца. Ферстаппен, получив свежие шины, смог обогнать Хэмилтона на последнем круге, отбить его контратаку и выиграть чемпионство сезона 2021, набрав 395,5 очков. Правда, кубок конструкторов все равно достался Mercedes, а Red Bull финишировали вторыми.

### Результаты за последние пять лет
| Легенда к таблице |                                                                    |
| --- | ------------------------------------------------------------------ |
| В таблице перечислены результаты всех Гран-при Формулы-1, в которых принимала участие команда. Строками таблицы являются сезоны, столбцами — этапы чемпионата мира. В каждой клетке указаны сокращённое название этапа и результаты гонщиков команды, дополнительно обозначенные цветом. Расшифровка обозначений и цветов представлена в нижеследующей таблице. |                                                                    |
| \| Пример \| Описание \| \| ------------ \| ------------------------------------------------------------------ \| \| 1 \| Победитель \| \| 2 \| Второе место \| \| 3 \| Третье место \| \| 5 \| Финишировал, заработав очки \| \| Сход \| Не финишировал, но при этом заработал очки \| \| 12 \| Финишировал, не получив очков \| \| НКЛ \| Финишировал, но не попал в финальную классификацию \| \| 15 \| Участвовал вне зачёта, либо по отдельной классификации \| \| 18 \| Не финишировал, но попал в финальную классификацию \| \| Сход \| Не финишировал \| \| НКВ \| Не прошёл квалификацию \| \| НПКВ \| Не прошёл предквалификацию \| \| ДСК \| Дисквалифицирован \| \| ИСК \| Исключён из протокола соревнований \| \| ТТ \| Заявлен для участия только в тренировках \| \| НС \| Участвовал в квалификации, но не стартовал в гонке \| \| Т \| Травмирован или болен \| \| ОТК \| Отказ от участия \| \| НТР \| Прибыл на соревнования, но на трассу не выезжал \| \| НПР \| Был заявлен в числе участников, но не прибыл к началу соревнований \| \| О \| Соревнования отменены \| \| \| Не участвовал \| \| Поул-позиция \| \| \| Быстрый круг \| \| |                                                                    |
| Пример | Описание                                                           |
| 1 | Победитель                                                         |
| 2 | Второе место                                                       |
| 3 | Третье место                                                       |
| 5 | Финишировал, заработав очки                                        |
| Сход | Не финишировал, но при этом заработал очки                         |
| 12 | Финишировал, не получив очков                                      |
| НКЛ | Финишировал, но не попал в финальную классификацию                 |
| 15 | Участвовал вне зачёта, либо по отдельной классификации             |
| 18 | Не финишировал, но попал в финальную классификацию                 |
| Сход | Не финишировал                                                     |
| НКВ | Не прошёл квалификацию                                             |
| НПКВ | Не прошёл предквалификацию                                         |
| ДСК | Дисквалифицирован                                                  |
| ИСК | Исключён из протокола соревнований                                 |
| ТТ | Заявлен для участия только в тренировках                           |
| НС | Участвовал в квалификации, но не стартовал в гонке                 |
| Т | Травмирован или болен                                              |
| ОТК | Отказ от участия                                                   |
| НТР | Прибыл на соревнования, но на трассу не выезжал                    |
| НПР | Был заявлен в числе участников, но не прибыл к началу соревнований |
| О | Соревнования отменены                                              |
| | Не участвовал                                                      |
| Поул-позиция |                                                                    |
| Быстрый круг |                                                                    |

| Сезон | Шасси          | Двигатель                    | Ш | Гонщики    | 1    | 2   | 3    | 4   | 5    | 6    | 7   | 8    | 9    | 10   | 11   | 12  | 13  | 14   | 15  | 16   | 17  | 18  | 19   | 20  | 21   | 22   | 23   | 24   | Место | Очки  |
| ----- | -------------- | ---------------------------- | - | ---------- | ---- | --- | ---- | --- | ---- | ---- | --- | ---- | ---- | ---- | ---- | --- | --- | ---- | --- | ---- | --- | --- | ---- | --- | ---- | ---- | ---- | ---- | ----- | ----- |
| 2021  | Red Bull RB16B | Honda R.A.621H 1,6 V6 T      | P |            | БАХ  | ЭМИ | ПОР  | ИСП | МОН  | АЗЕ  | ФРА | ШТИ  | АВТ  | ВЕЛ  | ВЕН  | БЕЛ | НИД | ИТА  | РОС | ТУР  | США | МЕХ | САП  | КАТ | САУ  | АБУ  |      |      | 2     | 585,5 |
| 2021  | Red Bull RB16B | Honda R.A.621H 1,6 V6 T      | P | Перес      | 5    | 11  | 4    | 5   | 4    | 1    | 3   | 4    | 6    | 16   | Сход | 19  | 8   | 5    | 9   | 3    | 3   | 3   | 4    | 4   | Сход | Сход |      |      | 2     | 585,5 |
| 2021  | Red Bull RB16B | Honda R.A.621H 1,6 V6 T      | P | Ферстаппен | 2    | 1   | 2    | 2   | 1    | Сход | 1   | 1    | 1    | Сход | 9    | 1   | 1   | Сход | 2   | 2    | 1   | 1   | 2    | 2   | 2    | 1    |      |      | 2     | 585,5 |
| 2022  | Red Bull RB18  | Red Bull RBPTH001 1,6 V6 Т   | P |            | БАХ  | САУ | АВС  | ЭМИ | МАЙ  | ИСП  | МОН | АЗЕ  | КАН  | ВЕЛ  | АВТ  | ФРА | ВЕН | БЕЛ  | НИД | ИТА  | СИН | ЯПО | США  | МЕХ | САП  | АБУ  |      |      | 1     | 759   |
| 2022  | Red Bull RB18  | Red Bull RBPTH001 1,6 V6 Т   | P | Ферстаппен | 19   | 1   | Сход | 1   | 1    | 1    | 3   | 1    | 1    | 7    | 2    | 1   | 1   | 1    | 1   | 1    | 7   | 1   | 1    | 1   | 6    | 1    |      |      | 1     | 759   |
| 2022  | Red Bull RB18  | Red Bull RBPTH001 1,6 V6 Т   | P | Перес      | 18   | 4   | 2    | 2   | 4    | 2    | 1   | 2    | Сход | 2    | Сход | 4   | 5   | 2    | 5   | 6    | 1   | 2   | 4    | 3   | 7    | 3    |      |      | 1     | 759   |
| 2023  | Red Bull RB19  | Honda RBPT RBPTH001 1,6 V6 Т | P |            | БАХ  | САУ | АВС  | АЗЕ | МАЙ  | МОН  | ИСП | КАН  | АВТ  | ВЕЛ  | ВЕН  | БЕЛ | НИД | ИТА  | СИН | ЯПО  | КАТ | США | МЕХ  | САП | ЛАС  | АБУ  |      |      | 1     | 860   |
| 2023  | Red Bull RB19  | Honda RBPT RBPTH001 1,6 V6 Т | P | Ферстаппен | 1    | 2   | 1    | 2   | 1    | 1    | 1   | 1    | 1    | 1    | 1    | 1   | 1   | 1    | 5   | 1    | 1   | 1   | 1    | 1   | 1    | 1    |      |      | 1     | 860   |
| 2023  | Red Bull RB19  | Honda RBPT RBPTH001 1,6 V6 Т | P | Перес      | 2    | 1   | 5    | 1   | 2    | 17   | 4   | 6    | 3    | 6    | 3    | 2   | 4   | 2    | 8   | Сход | 10  | 4   | Сход | 4   | 3    | 4    |      |      | 1     | 860   |
| 2024  | Red Bull RB20  | Honda RBPT RBPTH002 1,6 V6 Т | P |            | БАХ  | САУ | АВС  | ЯПО | КИТ  | МАЙ  | ЭМИ | МОН  | КАН  | ИСП  | АВТ  | ВЕЛ | ВЕН | БЕЛ  | НИД | ИТА  | АЗЕ | СИН | США  | МЕХ | САП  | ЛАС  | КАТ  | АБУ  | 3     | 589   |
| 2024  | Red Bull RB20  | Honda RBPT RBPTH002 1,6 V6 Т | P | Ферстаппен | 1    | 1   | Сход | 1   | 1    | 2    | 1   | 6    | 1    | 1    | 5    | 2   | 5   | 4    | 2   | 6    | 5   | 2   | 3    | 6   | 1    | 5    | 1    | 6    | 3     | 589   |
| 2024  | Red Bull RB20  | Honda RBPT RBPTH002 1,6 V6 Т | P | Перес      | 2    | 2   | 5    | 2   | 3    | 4    | 8   | Сход | Сход | 8    | 7    | 17  | 7   | 7    | 6   | 8    | 17  | 10  | 7    | 17  | 11   | 10   | Сход | Сход | 3     | 589   |
| 2025  | Red Bull RB21  | Honda RBPT RBPTH003 1,6 V6 Т | P |            | АВС  | КИТ | ЯПО  | БАХ | САУ  | МАЙ  | ЭМИ | МОН  | ИСП  | КАН  | АВТ  | ВЕЛ | БЕЛ | ВЕН  | НИД | ИТА  | АЗЕ | СИН | США  | МЕХ | САП  | ЛАС  | КАТ  | АБУ  | 4*    | 194*  |
| 2025  | Red Bull RB21  | Honda RBPT RBPTH003 1,6 V6 Т | P | Ферстаппен | 2    | 4   | 1    | 6   | 2    | 4    | 1   | 4    | 10   | 2    | Сход | 5   | 4   | 9    |     |      |     |     |      |     |      |      |      |      | 4*    | 194*  |
| 2025  | Red Bull RB21  | Honda RBPT RBPTH003 1,6 V6 Т | P | Лоусон     | Сход | 12  |      |     |      |      |     |      |      |      |      |     |     |      |     |      |     |     |      |     |      |      |      |      | 4*    | 194*  |
| 2025  | Red Bull RB21  | Honda RBPT RBPTH003 1,6 V6 Т | P | Цунода     |      |     | 12   | 9   | Сход | 10   | 10  | 17   | 13   | 12   | 16   | 15  | 13  | 17   |     |      |     |     |      |     |      |      |      |      | 4*    | 194*  |

* Сезон продолжается.

### Комментарии
1. 1 2 3  Совершил «хет-трик»: стартовал с поул-позиции, показал быстрый круг в гонке и победил.
2. 1 2 3 4  Завоевал «большой шлем»: стартовал с поул-позиции, лидировал на финише каждого круга гонки и победил, показав при этом быстрый круг.
3. ↑  Получил дополнительные три очка за первое место в спринте.
4. ↑  В гонке пройдено менее 75% дистанции, поэтому начислена половина очков.
5. 1 2  Получил дополнительные два очка за второе место в спринте.
6. 1 2 3 4 5 6 7 8 9 10 11 12  Получил дополнительные восемь очков за первое место в спринте.
7. 1 2  Получил дополнительные пять очков за четвёртое место в спринте.
8. 1 2 3 4 5 6  Получил дополнительные шесть очков за третье место в спринте.
9. 1 2 3  Получил дополнительные четыре очка за пятое место в спринте.
10. 1 2  Получил дополнительные семь очков за второе место в спринте.
11. 1 2 3  Лидировал на каждом круге гонки.
12. 1 2 3  Получил дополнительное очко за восьмое место в спринте.
13. ↑  Получил дополнительные три очка за шестое место в спринте.